# Природни паркове в България
В България са обявени 11 природни парка с обща площ 256 441,4 ha или 2,31% от територията на страната.
В България природните паркове попадат в категория V – защитен ландшафт/акватория. Според българското законодателство основната разлика между природен парк и национален парк е в това, че цялата територия на националния парк е държавна собственост и в него не са включени селища. В природния парк не е задължително собствеността да е държавна и включването на селища към територията му са позволени.

## Дейности
Законът за защитените територии в България в природните паркове забранява следните дейности:
- строителство, неразрешено със заповедта за обявяване на парка и плана за управление;
- добив на полезни изкопаеми по открит способ;
- събиране на редки, ендемитни, реликтни и защитени видове, освен за научни цели;
- събиране на вкаменелости и минерали, увреждане на скални образувания;
- внасяне на неприсъщи за района растителни и животински видове и др.

## Списък
| Природен парк    | Снимка | Местоположение                           | Най-близък град       | Година на обявяване | Площ (ha) |
| ---------------- | ------ | ---------------------------------------- | --------------------- | ------------------- | --------- |
| Беласица         |        | Беласица                                 | Петрич                | 2007                | 11 732    |
| Българка         |        | Стара планина                            | Габрово               | 2002                | 21 772    |
| Витоша           |        | Витоша                                   | София                 | 1934                | 27 079    |
| Врачански Балкан |        | Врачанска планина, Западна Стара планина | Враца                 | 1989                | 28 844    |
| Златни пясъци    |        | до курорт Златни пясъци                  | Варна                 | 1943                | 1321      |
| Персина          |        | Свищовско-Беленска низина, р. Дунав      | Белене, Никопол       | 2000                | 21 762    |
| Рилски манастир  |        | Рила                                     | Рила, Благоевград     | 2000                | 25 020    |
| Русенски Лом     |        | река Русенски Лом                        | Русе                  | 1970                | 3408      |
| Сините камъни    |        | Сливенска планина, Източна Стара планина | Сливен                | 1980                | 12 499    |
| Странджа         |        | Странджа                                 | Малко Търново, Царево | 1995                | 116 136   |
| Шуменско плато   |        | Шуменско плато                           | Шумен                 | 1980                | 3896      |